# Acacia olgana
Espèce
Classification phylogénétique
Acacia olgana est une espèce de plantes à fleurs de la famille des Mimosaceae selon la classification classique, ou à celle des Fabaceae selon la classification phylogénétique. C'est un buisson ou un arbre (jusqu'à 15 mètres de haut) poussant dans le centre de l'Australie. 

## Description
L'écorce rugueuse est grise ou gris brun ; les phyllodes souvent courbées à l'extrémité mesurent 6 à 18 cm de long sur 2 à 10 mm de large.
Les fleurs sont présentes de mai à septembre.

## Répartition
Il pousse dans le centre-est de l'Australie-Occidentale et dans la région d'Uluru.

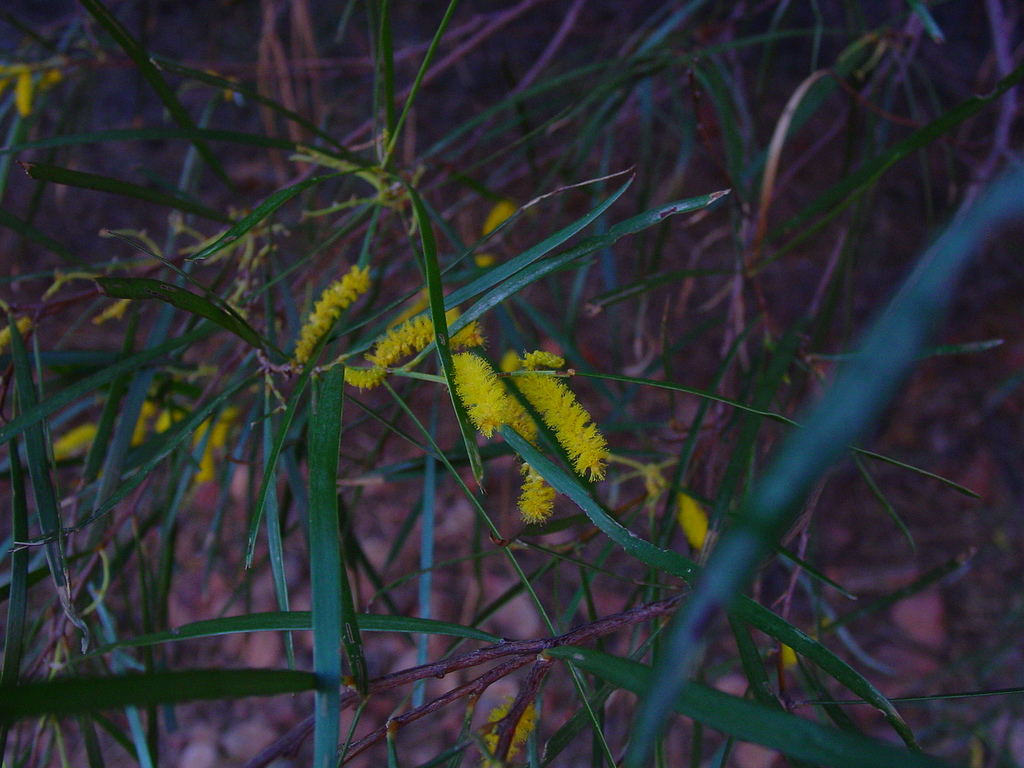
Feuilles et fleurs.